# Alpouro
Alpouro är ett vattendrag i Benin. Det ligger i den centrala delen av landet, 300 kilometer norr om huvudstaden Porto-Novo.
Omgivningarna runt Alpouro är huvudsakligen savann. Runt Alpouro är det glesbefolkat, med 13 invånare per kvadratkilometer.